# Diplosoma siphonale
Diplosoma siphonale är en sjöpungsart som beskrevs av Romanov 1977. Diplosoma siphonale ingår i släktet Diplosoma och familjen Didemnidae. Inga underarter finns listade i Catalogue of Life.